# District d'Ang'angxi
Le district d'Ang'angxi (昂昂溪区 ; pinyin : Áng'ángxī Qū) est une subdivision administrative de la province du Heilongjiang en Chine. Il est placé sous la juridiction de la ville-préfecture de Qiqihar.
- Les sites d'Angangxi, du néolithique.